# Eutymiusz Zygaben
Eutymiusz Zygaben, także Eutymiusz Zigabenos albo Eutymiusz Zigadenos (zm. po 1118) – teolog i egzegeta bizantyński.

## Życie
Eutymiusz był mnichem w Konstantynopolu i osobistym doradcą cesarza Aleksego I Komnena w sprawach teologicznych. Pod wpływem matki Anny Dalasseny, w związku z nasileniem polemik religijnych z niezwykle aktywnymi w I połowie XII wieku heretykami, cesarz polecił Eutymiuszowi zebranie wszystkich herezji i dokonanie ich oceny w jednym dziele. Cesarz sam nadał tytuł pracy Zygabena. Teolog zmarł po 1118 roku.

## Twórczość
Głównym dziełem Eutymiusza jest Pełen rynsztunek dogmatyczny wiary prawosławnej, czyli arsenał dogmatów zawarty w 28, różnej objętości, rozdziałach. W początkowych 7 rozdziałach Zygaben podaje naukę prawowierną, a następnie przechodzi do przeglądu herezji od czasów najdawniejszych. Omawia herezje chrystologiczne, monoteletyzm, ikonoklazm, a następnie przechodzi do herezji czasów nowszych Armeńczyków, paulicjan, bogomiłów, mesalian, Saracenów. Najbardziej samodzielne są partie poświęcone orygenizmowi i herezji Armeńczyków. Pozostała część dzieła stanowi kompilację z pism Ojców Kościoła lub zbiorów tych pism, które cytował również Jan z Damaszku w traktacie Przeciw jakobitom. Zygaben korzystał ponadto z Przewodnika Anastazego Synaity, zbioru Jana Furnesa, mnicha z klasztoru na górze Ganos. W swoim dziele chętnie cytuje wczesnych Ojcówe Kościoła, przytacza dużo wypowiedzi Atanazego, ojców kapadockich, Jana Chryzostoma, Pseudo-Dionizego, Leoncjusza z Bizancjum, Leoncjusza z Cypru, Maksyma Wyznawcy, Jana z Damaszku i Focjusza.
Zygaben był też autorem Komentarzy egzegetycznych (Parekboláj) do Psalmów (wyd. A. Bongiovanni, Wenecja 1763), do 4 Ewangelii (wyd. F. Matthäi, Londyn 1792, Berlin 1845) i do Listów Pawłowych (wyd. N. Kalogheras, Ateny 1882). Opracował je na podstawie Ojców Kościoła. Napisał też scholia do pism Grzegorza z Nazjanzu, będące niemal dosłowną kopią komentarzy Eliasza z Krety. Przypisuje mu się również autorstwo kilku homilii, m.in. Na świętego Hieroteusza, biskupa Aten i nauczyciela Pseudo-Dionizego Areopagity.
W wielu kwestiach był wierny nauce Focjusza. Uważał, że Duch Święty pochodzi od Boga Ojca, że do ważności Eucharystii potrzebny jest chleb kwaszony, a nie przaśny. Sądził, że nagroda i kara zostaną wymierzone dopiero na sądzie ostatecznym. Prymat Piotra uznawał za jego osobisty przywilej.